# تيدد ست غيلس (كامبريدجشير)
تيدد ست غيلس (بالإنجليزية: Tydd St Giles)‏ هي قرية و أبرشية مدنية تقع في المملكة المتحدة في إنجلترا. يقدر عدد سكانها بـ 603 نسمة .